# Københavns Frikirke
Københavns Frikirke, tidligere Apostolsk Kirke, er en frimenighedskirke på Filippavej 3, Frederiksberg. Bygningen husede oprindeligt Betsaida, tempel for spiritistisk broderskab, stiftet 17. juli 1884. I 1952 blev broderskabet omdannet til en evangelisk-luthersk frimenighed, hvilket det stadig er.
Den hvide klassicistiske bygning, der er i to etager med profileret granitsokkel og stor søjleportal, er opført 1900 og tegnet af arkitekt H.V. Frehse.